# Pânză

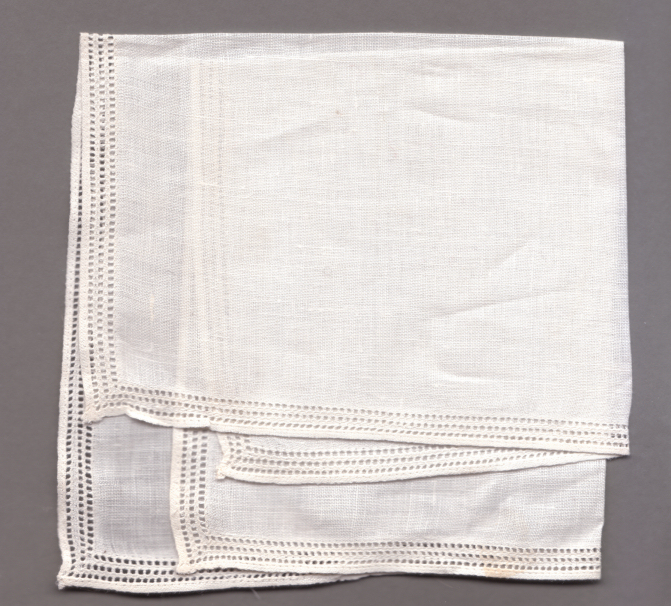
Pânză utilizată pe post de batistă

Pânza este o țesătură rezistentă obținută din fibre naturale de bumbac, cânepă, in, mătase etc. Pânza este de obicei albă, și este folosită mai ales, la confecționarea albiturilor. De asemenea pânza se folosește în arte plastice, cinematografie, confecții de haine sau textile de casă. 

### Folosirea pânzei
În arte: Pânza este folosită în artele plastice. În pictură pânza este o bucată de țesătură deasă fixată pe un cadru, pe care se pictează.
Cinematografie: Filmul este de obicei proiectat pe o pânză albă.Confecții: pânza este cel mai des folosită în confecționarea de haine, textile de casă precum fața de masă, față de pernă, față de pilotă, cearceafuri etc.